# 興新社区
興新社区（こうしん-しゃく）は、中華人民共和国遼寧省大連市沙河口区興工街道の村級自治組織、「興新居」とも呼ばれている。

## 歴史
興新社区は、かつて、大日本帝国関東州大連市沙河口区霞町の一部、隣の中山公園街の長江居は沙河口神社の所在地であった。興工北七街には関東州時期の和式二階建てがある。

## 地理
興新社区は、興工街道の北部に位置して、東は西安路に隣接し、西は中長街に隣接し、南は興工北三街に隣接し、北は沙河口駅に隣接する。

## 政治
興新社区の面積は0.34平方キロメートル、管内では居民小区が4個、下位レベルの居民小組が123個、住宅ビルが82棟、門洞が235個、3165戸、7947人、管内では商業店舗400戸、主要経営は食品、服装鞋帽、飲食、日用品、自動車修理など。
興新社区は村級自治組織である。興工街から鞍山路までの横の9街（興工街・興工北一街・興工北二街・興工北三街・興工北四街・興工北五街・興工北六街・興工北七街・鞍山路）と中長街から西安路までの縦の9街（中長街・中長東一街・中長東二街・中長東三街・中長東四街・中長東五街・中長東六街・中長東七街・西安路）には、毎2街の間は約50メートル、興新社区の辺長は約500メートル（1里）で、総面積は約25万平方メートル（1方里）。興新社区には、もともと「中長東六街」という道路の標識に「中長東五街」を書いているから、現在のすべてのアドレスは中長東五街になった。